# Новокузнецовка
Новокузнецо́вка (рос. Новокузнецовка) — селище у складі Зміїногорського району Алтайського краю, Росія. Входить до складу Карамишевської сільської ради.

## Населення
Населення — 119 осіб (2010; 168 у 2002).
Національний склад (станом на 2002 рік):
- росіяни — 95 %